# 膽管癌
膽管癌（Cholangiocarcinoma），又稱膽道癌，是一種由膽道上皮細胞（或呈現上皮細胞分化特征的細胞）癌变所造成的癌症。膽管癌主要的症狀為肝功能異常、腹痛、黃疸、全身搔癢、發燒和體重減輕；此外患者的糞便顏色可能變淺，尿液顏色變深。同屬膽道系統癌症的疾病還包括膽囊癌和十二指腸乳頭癌。膽管癌是一種罕見的腺癌。
膽管癌的風險因子包含原發性硬化性膽管炎、溃疡性结肠炎、肝硬化、丙型肝炎、乙型肝炎、特定肝吸蟲感染，以及先天肝臟結構異常等等。但大多數膽管癌患者缺乏明確的風險因子背景可供辨識。疾病的診斷須結合血液检查、醫學影像，和內視鏡检查，有時需手術取出檢體進行病理診斷。確診須經由顯微鏡檢進行。
多數患者在診斷出膽管癌時，疾病已經進展至晚期，無法治癒。在這些無法治癒的病人可進行和缓医疗，包含手術切除、化学疗法、放射線療法，以及置放膽道支架等等。完全手術切除是唯一的治癒希望，但有約三分之一的病人腫瘤會進犯總膽管，而此類腫瘤無法手術切除，因此僅有少數腫瘤可以進行完全切除。完全切除後仍然建議繼續進行化療及放療。有些符合特定條件的病人可以進行肝臟移植，但術後的五年存活率仍不到五成。
膽管癌在西方世界相當罕見，大約每年每10萬人僅 0.5–2 例。东南亚等肝吸蟲流行的地區發生率較高，如泰国約每年每10萬人60例。韓國、上海的發生率甚至高於罕見癌症的標準。膽管癌一般發生於70歲左右，但患有原發性硬化性膽管炎者常在40歲左右即發病。現今西方國家的肝內型膽管癌比例比起過去較高。

## 症狀和症候群

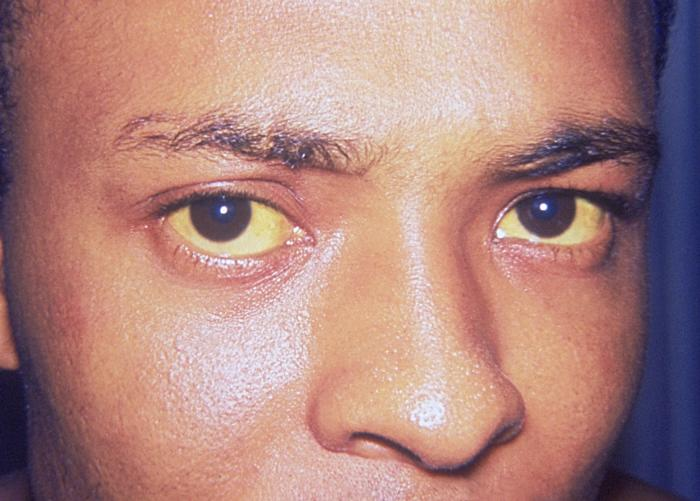
皮膚和眼睛變黃（黃疸和鞏膜黄染）

膽管癌最常見的生理變化為肝功能異常、黃疸（膽管阻塞後，膽汁導致眼睛和皮膚變黃）、腹痛（30%–50%）、全身搔癢（66%）、體重減輕（30%–50%）、發燒（小於20%）、糞便和尿液顏色改變。症狀的類別取決於腫瘤在膽管中的位置：位於肝外膽管者較可能發生黃疸；位在肝內膽者則較常發生腹痛，但不常伴隨黃疸。
膽管癌患者的肝功能血液檢驗報告往往會呈現出各種「阻塞性」特徵：意即膽色素、鹼性磷酸酶、丙麩胺酸轉移酶濃度上升，但转氨酶濃度正常，此類檢驗結果排除了發炎或肝實質組織感染的可能，明確指出黃疸的病灶來自膽管阻塞。多數的膽管癌患者CA19-9濃度也會上升。

## 風險因子

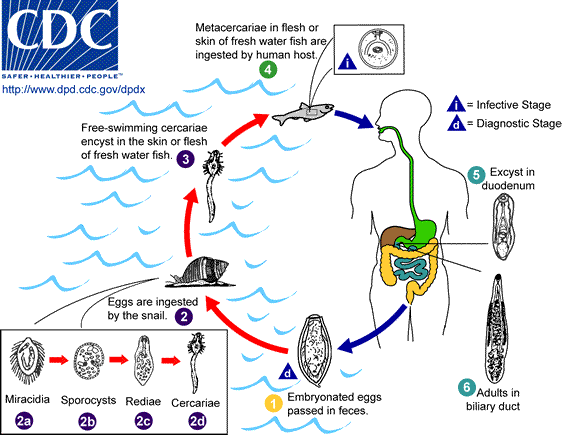
中華肝吸蟲的生活史，以下說明與圖中數字一致：(1) 受精卵透過糞便離開人體。(2) 卵被蝸牛食入後，依序發育為毛蚴、孢蚴、雷蚴、尾蚴。(3) 自由游動的尾蚴離開蝸牛，在淡水魚皮膚或肌肉內形成囊蚴。(4) 淡水魚被人類食用後，囊蚴進入人體。(5) 囊蚴在十二指腸破出囊孢。(6) 成體寄生在膽管。

雖然多數膽管癌患者形成腫瘤的原因並不明確，但目前已发现相当多的風險因子。西方國家最常見的風險因子為原發性硬化性膽管炎（PSC），這是一種和潰瘍性結腸炎高度相關的膽道發炎疾病，流行病學統計指出PSC患者一生中罹患膽管癌的機率為10%–15%，法醫病理的一系列研究則顯示此比率可能高達30%。PSC增加膽管癌罹患風險的機制目前尚未明瞭。
特定的肝吸蟲疾病也是膽管癌的風險因子，香貓肝吸蟲（分布於泰國、寮國、越南）或中華肝吸蟲（分布於中國大陸、台灣、東西伯利亞、韓國、越南）感染已證實和膽管癌有關。病毒感染（如B型肝炎或C型肝炎）、酒精性肝炎、肝硬化或其他形式的慢性肝臟疾病，都會大幅提升患者罹患膽管癌的風險。一份研究中指出愛滋病也可能是膽管癌的風險因子，但目前還不清楚此現象是愛滋病毒本身還是相關的干擾因子（如C型肝炎感染）所造成的。膽型螺旋桿菌和肝型螺旋桿菌等細菌感染也可能造成膽道癌症。
先天性肝內膽道囊腫（五種膽道囊腫中的一種）患者一生罹患膽管癌的概率为15%；罕見的遺傳性非息肉結腸癌和膽道乳突瘤也可能和膽管癌有關。膽結石和膽管癌沒有明顯的關聯；肝內膽管結石和膽管癌卻強烈相關，後者在西方國家並不常見，但在亞洲部分地區（如臺灣）卻非常普遍。二氧化釷以前常用作放射造影的對比劑，但人體受暴露後的30至40年內可能會產生膽管癌，美國為此已於1950年代禁用此藥品。

## 病理生理學

膽管在消化系統中的位置示意圖。圖中虛線膨大構造為胃，胃往下接著小腸。橫線區塊左上為肝臟，右下為胰臟，實心黑色樹枝狀線條即為膽管，膽管之後會匯入十二指腸（小腸的一部份）。

膽管癌可能影響膽管中的任何位置──包括肝臟內和肝臟外：發生在肝臟內者稱肝內膽管癌；在肝臟外者稱肝外膽管癌；在肝外膽管與肝臟相接處者稱肝門膽管癌。膽管癌若發生在左右兩肝管匯流形成總肝管處（即膽囊三角內），則稱為克拉茨金瘤（Klatskin tumor）。
雖然膽管癌在膽道上皮有腺癌的組織和分子特徵，但細胞真正的來源仍屬未知，有證據指出造成腫瘤的初始轉型細胞可能來自多能性肝幹細胞。膽管癌的發展可分為以下幾個階段：早期的增生和化生、接著異生、最後發展成腫瘤，這個過程和結腸癌的發展相似。慢性發炎和膽管阻塞會造成膽汁流動受阻，這可能也會促進膽管癌發展。
在組織學上，膽管癌的細胞可能以未分化型、分化型、或過渡型出現，它們通常由活化的纖維結締組織或促結締組織包圍，纖維化組織的存在使得分化型癌細胞和正常上皮細胞不易分辨。角蛋白、癌胚抗原和粘蛋白染色或許能幫助診斷，但目前沒有專門的免疫組織化學染色能區分惡性和良性的膽道組織。

## 診斷

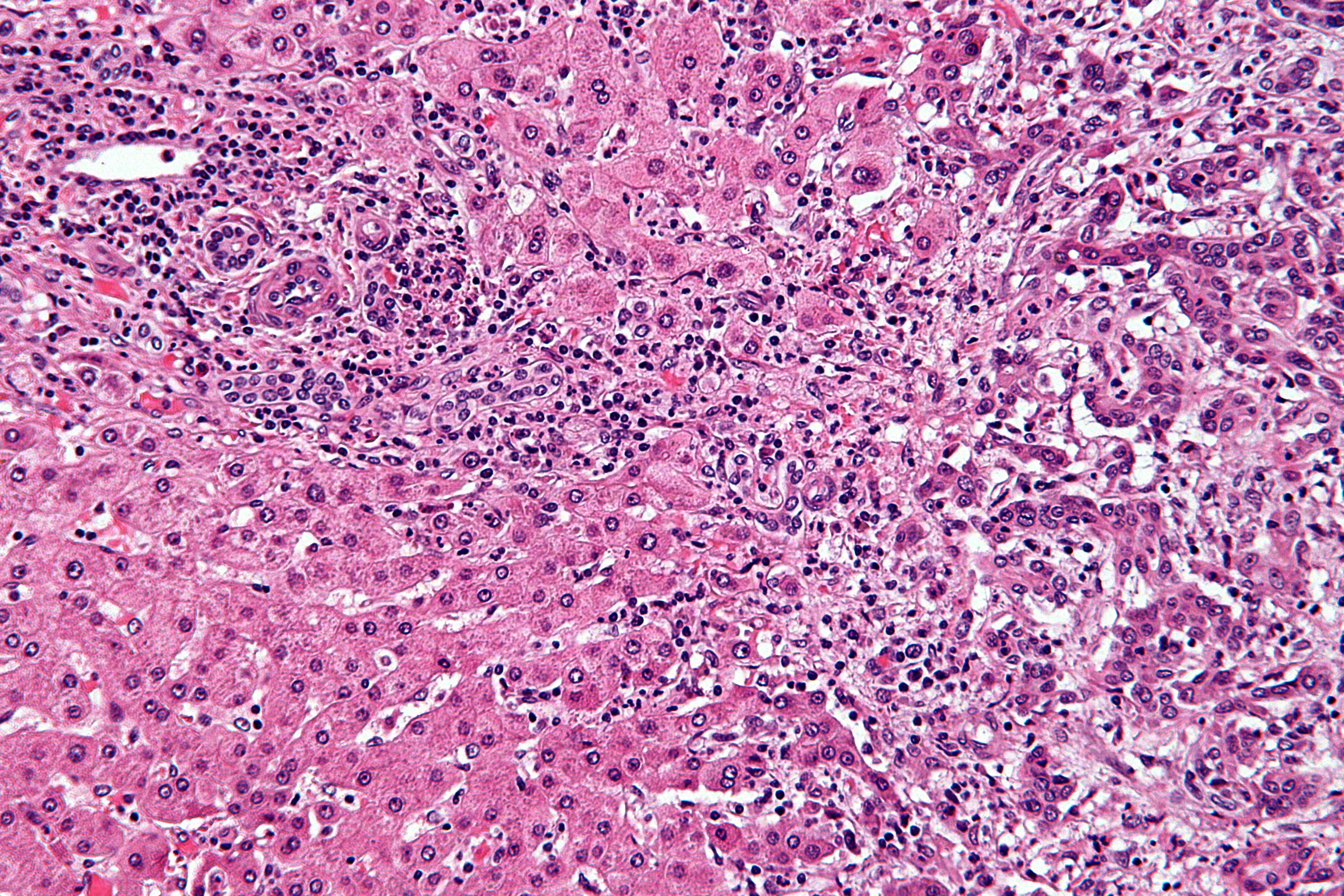
肝內膽管癌（右側）和正常肝細胞（左側）的組織切片。組織學上，這個膽管癌 (1) 為非典型的類膽管細胞，由肝小葉中隔（肝內膽管正常會在的地方）的腫瘤延伸而來 (2) 腫瘤有很多促結締組織形成的基質，如同在許多膽管癌案例中所見。圖中肝門三體（左上）中的膽管有正常的組織染色。HE染色

膽管癌的確切病程必須由病理檢查來判定，意即必須進行組織切片或檢驗手術以取得腫瘤組織。阻塞性黃疸的病人可能疑似患有膽管癌，其中原發性硬化性膽管炎是造成膽管癌的高風險因子，但它本身的症狀和膽管癌難以分辨，在這種情形下，造影上顯示的團狀物或膽管擴張等診斷線索不具有代表性，因此要有效診斷出膽管癌相當困難。

### 血液檢查
目前沒有特定的血液檢查方法能直接診斷出膽管癌。膽管癌患者血漿中的癌胚抗原和CA19-9濃度通常會提高，但其專一度和敏感度都不足以成為常規的檢查標準。血液檢查常配合造影方法，在疑似膽管癌的案例中作為有用的判斷依據。

### 腹部造影

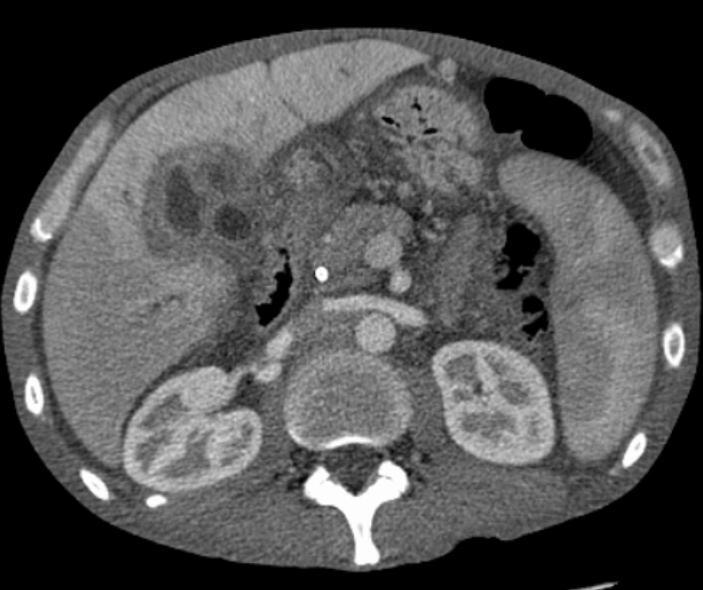
CT顯示出膽管癌。

針對可疑的阻塞性黃疸患者，肝臟和膽道超音波常是首选的检查方法，超音波可以辨識出膽管阻塞和擴張，在某些案例中也足夠診斷出膽管癌。X射線電腦斷層掃描（CT）在膽管癌的診斷中也充当重要角色。

### 膽管造影

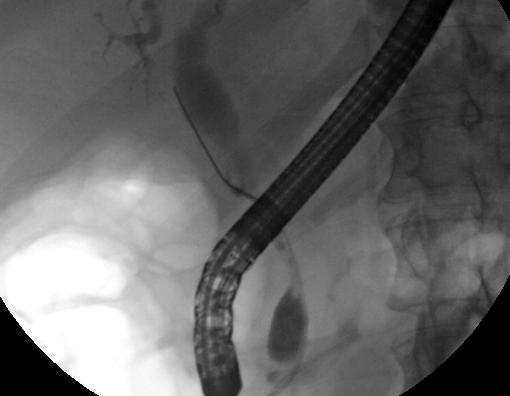
膽管癌的內視鏡逆行性膽胰管造影影像顯示出總膽管狹窄和總膽管近端舒張

雖然腹部造影在膽管癌的診斷上很有用，但针对性的膽管造影也是必須的。最廣泛使用的膽管造影術為內視鏡逆行性膽胰管攝影術（ERCP），此種內視鏡必須由腸胃專科醫師或受過訓練的外科醫師操作，雖然這是一種有風險的侵入性方法，但它同時能取得檢體、放置支架、或進行其他能排除膽管阻塞的措施。內視鏡超音波可以與ERCP同時進行，如此將能更準確地取得檢體、得知淋巴結的入侵情形、並評估手術切除的可行性。除了ERCP外，經皮肝穿刺膽道造影（PTC）也是可行的選擇；核磁共振膽胰管造影（MRCP）則是一種非侵入性的替代方法，有些研究者建議以MRCP取代ERCP，因為MRCP能更精準地確認腫瘤並避免ERCP操作的風險。

### 手術

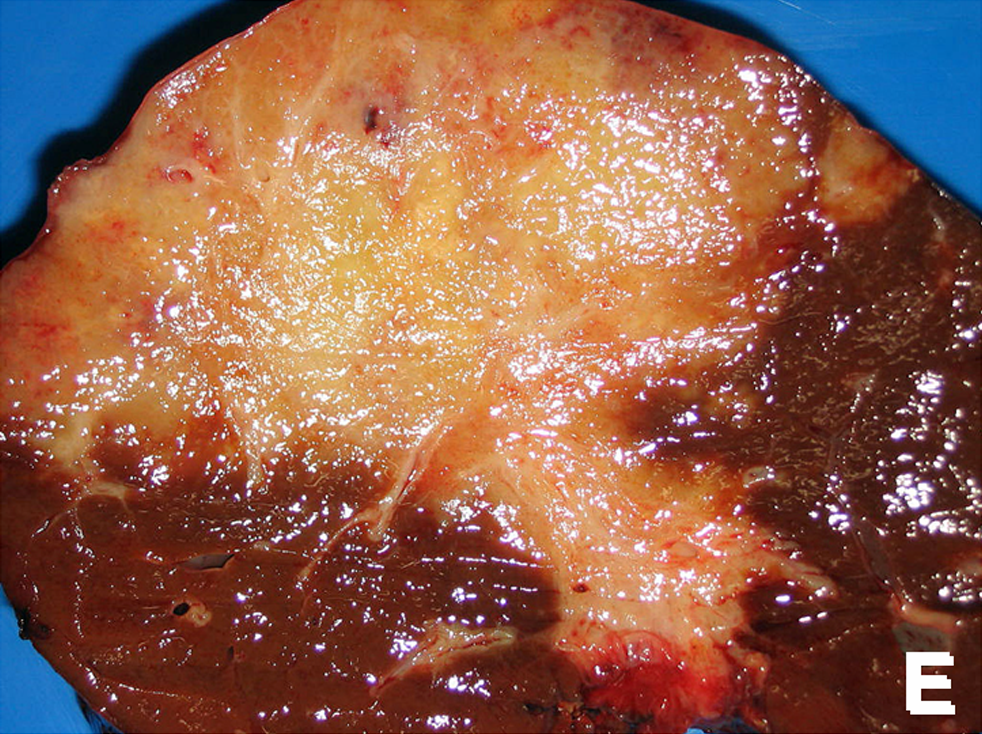
人類肝臟中的膽管癌照片

外科手術是取得組織切片和準確得知膽管癌病程的唯一方法，分期腹腔鏡手術在特定情形下可以替代更具侵入性的剖腹手術 ；以手術切除腫瘤是目前唯一能治癒膽管癌的方法，但只適用於尚未遠端轉移的病患。

### 病理
膽管癌在組織學上歸類為中度到高度分化的腺癌。免疫組織化學方法在診斷上很有用，能協助醫師區別膽管癌、肝細胞癌與其他腸胃道癌的後期轉移。細胞刮削通常對膽管癌診斷的精確度很低，這和癌細胞周圍促纖維細胞產生的基質有關。

## 分期
目前至少有三種癌症分期系統用於膽管癌（Bismuth系統、Blumgart系統和美國癌症聯合委員會的系統），但沒有一種能有效預測患者存活率。癌症分期最重要的問題在於腫瘤能否成功地以手術移除，但對膽管癌而言，答案通常要到手術進行當下才能判定。
一般而言，評估膽管癌手術可行性的原則如下：
- 沒有淋巴結或肝臟轉移
- 沒有影響到肝門靜脈
- 沒有直接侵犯到鄰近器官
- 沒有大範圍的遠端轉移

## 治療
膽管癌是個難以醫治且快速致死的疾病，只有在腫瘤能以手術根除的情況下才有機會治癒。除非已有明確證據指出患者無法進行手術，多數案例要到手術進行當下才能評估手術成功率，因此患者多會先進行一次試探性手術。馬約診所使用標準化的肝臟移植手術和嚴格的手術篩選條件，在早期膽管癌治療中取得顯著的成功；肝臟移植後的輔助性療法在無法切除腫瘤的特定個案中有明显的作用。

### 輔助性化療和放療
由於有高達85%的膽管癌患者在手術後三年內復發，患者術後常會使用輔助性化療或放療以期增加治癒機會。若術後腫瘤組織邊緣呈陰性反應（例如腫瘤已完全清除），輔助療法不一定能帶來好處，報告指出輔助性放療可能產生正面或負面的結果；對於腫瘤已成功清除的病人而言，輔助性化療似乎也沒有意义。結合化療和放療的效果目前並不清楚。若術後腫瘤組織邊緣呈陽性反應，代表腫瘤沒有根除，一般會建議進行輔助性放療和化療。目前的研究結果顯示化療的效果似乎有優於放療的趨勢，針對化療藥物吉西他濱/順鉑的第三期隨機對照試驗已經在2014年註冊。

### 後期治療
膽管癌絕大多數的病例都無法以手術根除，患者通常會接受緩和性化療，也可能配合放射治療。隨機對照試驗的結果顯示化療在這些患者中能增進生活品質並延長壽命。目前沒有單一的化療用藥常規，若狀況允許，也常會建議患者申請臨床試驗。治療膽管癌的化療藥物包括5-氟尿嘧啶/亞葉酸、單用吉西他濱或吉西他濱加上順鉑、愛萊諾迪肯或卡培他濱。一個小型的可行性研究指出酪氨酸激酶抑制劑厄洛替尼在後期膽管癌患者中可能是有益的。

## 病程
以手術移除腫瘤是目前唯一可能治癒膽管癌的方法。由於癌細胞會透過淋巴結遠端轉移，無法切除腫瘤的患者五年存活率為0%；全部膽管癌患者的五年存活率則為5%。若無法切除的腫瘤藉由肝內膽管或肝門靜脈侵犯肝臟，即使患者其餘生理機能正常，其餘命的中位數也小於6個月。
對能進行手術的病例而言，手術成功的機率取決於腫瘤的位置，以及腫瘤是否能加以根除。遠端型膽管癌（腫瘤發生於總膽管）患者通常會進行胰十二指腸切除術，長期存活率為15%–25%，另有一系列報告指出腫瘤未侵犯到淋巴結的患者有54%的五年存活率。肝內膽管癌（腫瘤發生於肝內膽管）患者通常會將部分肝臟移除，不同的系列報告估計術後存活率為22%–66%，存活率差異取決於手術移除的完整度和癌細胞是否侵犯到淋巴結。肝門型膽管癌（腫瘤發生於肝外膽管與肝臟相接處，又稱克拉茨金瘤）通常無法進行手術，只有少數罕見的病例有開刀治療的可能，手術過程通常會包括膽囊切除術或部分肝臟移除，能進行手術的肝門型膽管癌患者五年存活率為20%–50%。
由原發性硬化性膽管炎發展而來的膽管癌患者情況通常更糟，這或許是因為腫瘤在診斷出來前就已經惡化。一些臨床證據指出入侵性較高的手術和佐劑治療可能會有較好的效果。

## 流行病學

膽管癌發生率的全球分布圖。綠色代表膽管癌在該地區為罕見癌症 (年發生率小於每十萬人6例)，紅色代表膽管癌在該地區非罕見癌症。數據來自 Bragazzi MC et al (2011)。

膽管癌是一種相對少見的癌症，美國每年大約有2,000到3,000樁新病例，換算成年發生率約每十萬人1至2例，法醫病理研究指出盛行率約0.01% - 0.46%。由於區域性流行病的緣故，膽管癌在亞洲有較高的流行率，在上海、韓國和泰國北部的發生率都已超過罕見癌症的標準（大於每年每十萬人6例），尤其是泰國北部的年發生率高達每十萬人14.6例以上，統合分析研究指出中華肝吸蟲和香貓肝吸蟲是最主要的風險因子。台灣的膽管癌年發生率為每十萬人4.7例，屬於罕見癌症，但發生率仍較西方國家高出許多，台灣的中華肝吸蟲感染盛行率雖然已經大幅降低，但另一項西方國家很少見的風險因子——肝內膽管結石和台灣的膽管癌病例則有強烈關聯。
膽管癌的發生率會隨著年齡增加，男性發生的機率稍微較女性高（可能是因為男性有較高比例的原發性硬化性膽管炎患者）。根據法醫病理研究，帶有原發性硬化性膽管炎的患者膽管癌流行率可能高達30%。多份研究紀錄指出截至20世紀末為止，北美、歐洲、亞洲和澳洲的肝內膽管癌發生率都有上升的趨勢，並於2000年後逐漸趨於穩定，肝內膽管癌發生率上升的原因目前並不清楚，診斷方法的進步可能有關，但潛在風險因子的盛行率（例如愛滋病感染）在同個時期也有增加，因此可能也扮演一定的角色。然而，近年來肝外膽管癌和肝門膽管癌的發生率卻呈現下降的趨勢。美國可能由於有完善的醫療照護，膽管癌患者的住院人數和院內死亡率也都趨於降低。
| 國家          | 肝內膽管癌 (男/女) | 肝外膽管癌 (男/女) |
| ------------- | ------------------ | ------------------ |
| 美國          | 0.60 / 0.43        | 0.70 / 0.87        |
| 日本          | 0.23 / 0.10        | 5.87 / 5.20        |
| 澳洲          | 0.70 / 0.53        | 0.90 / 1.23        |
| 英格蘭/威爾斯 | 0.83 / 0.63        | 0.43 / 0.60        |
| 蘇格蘭        | 1.17 / 1.00        | 0.60 / 0.73        |
| 法國          | 0.27 / 0.20        | 1.20 / 1.37        |
| 義大利        | 0.13 / 0.13        | 2.10 / 2.60        |

## 研究
近期研究顯示不同患者的癌細胞具有高度的基因變異，這和腫瘤發生位置、造成疾病的風險因子等都有關聯，研究者正嘗試由手術切除的組織篩選患者腫瘤細胞的基因型，以施予患者特定的標靶藥物。隨著膽管癌細胞生成和腫瘤微環境的可能分子路徑正式提出，阻斷這些路徑的抑制劑也成為治療膽管癌的候選藥物。光動力治療則是使用對特定光波長敏感的藥物的新型療法，隨機對照試驗的結果顯示此療法對無法手術切除腫瘤的患者而言能有效提高存活率。另外，偵測腫瘤基質細胞副產物在血液中濃度的技術也正在發展，此方法可用於協助癌症診斷。

## 外部連結
- 美國癌症協會對膽管癌的詳細指引 （英語）
- 美國國家癌症中心給肝外膽管癌病患的相關資訊 （页面存档备份，存于） （英語）
- 美國國家癌症中心對膽管癌的介紹 （页面存档备份，存于） （英語）
- 膽管癌基金會 （页面存档备份，存于）：提供膽管癌病患和其家屬、親友、照護者相關的資源。（英語）
- Alan Morement 紀念基金會 （页面存档备份，存于）：英國唯一致力於膽管癌的慈善團體。（英語）